# 即將永別的異世界、仍將來臨的明天
《即將永別的異世界、仍將來臨的明天》是日本作家風見雞的輕小說作品。2020年1月5日開始於KAKUYOMU上連載，同年2月20日由富士見Fantasia文庫發行書籍，にもし擔綱插畫。改編漫畫於2021年3月19日起在COMIC BRISE連載，由kesima作畫。

## 故事簡介
日本高中生惠介轉生到一個因為「魔力崩壞」而瀕臨毀滅的異世界，而決定尋找回去原本世界的方法。旅途中遇見少女妮朵，她想到城市伯西亞。因為交通工具損壞，便與惠介同行。途中，惠介得知妮朵想前往她母親口中的「金色海原」，於是想詢問傳說中會給人正確答案的魔女「金色海原」是否存在。

## 登場人物
惠介（Keisuke）
某天迷失到異世界，並發現這個世界即將滅亡的現代高中生。搭乘名為「茶壺」的蒸氣車四處旅行。
妮朵（Nito）
惠介在旅途中結識的半精靈少女，擅長繪畫。

## 出版書籍

### 小說
| 卷數 | KADOKAWA | KADOKAWA      | KADOKAWA               | 青文出版社           | 青文出版社    | 青文出版社             |
| 卷數 | 副標題   | 發售日期      | ISBN                   | 副標題               | 發售日期      | ISBN                   |
| ---- | -------- | ------------- | ---------------------- | -------------------- | ------------- | ---------------------- |
| 1    |          | 2020年2月20日 | ISBN 978-4-04-073541-2 | 旅行的畫筆及後背包30 | 2021年11月8日 | ISBN 978-626-303-727-4 |
| 2    |          | 2020年6月19日 | ISBN 978-4-04-073734-8 | 旅行的軌跡及希望之箱 | 2023年1月12日 | ISBN 978-626-340-178-5 |

## 迴響
本作在《這本輕小說真厲害！2021》獲得新作部門第9名、文庫部門第18名。

## 外部連結
- 富士見Fantasia文庫特設網站 （页面存档备份，存于） （日語）
- 漫畫連載網站 （页面存档备份，存于） （日語）